# Stonemasters
Les Stonemasters étaient un groupe d'alpinistes et d'aventuriers dans les années 1970, basé à l'origine en Californie du Sud. Le groupe initial était composé des membres suivants : Rick Accomazzo, Dale Bard, Jim Bridwell, Dean Fidelman, Richard Harrison, Mike Graham, Robs Muir, Gib Lewis, Bill Antel, Jim Hoagland, Tobin Sorenson, John Bachar, Lynn Hill, Ron Kauk, Ken Yager et John Long,.